# Millersburg (Indiana)
Millersburg – miasto w Stanach Zjednoczonych, w stanie Indiana, w hrabstwie Elkhart.